# Тюлень-монах звичайний
Тюлень-монах білочеревий, або середземноморський, або звичайний (Monachus monachus) — рідкісний морський ссавець роду монах (Monachus) з родини тюленеві (Phocidae) ряду хижих (Carnivora). Раритетний вид, занесений до Червоної книги України та ряду інших природоохоронних видань.
Довжина тіла до 275 см, вага близько 300 кг, часом більше.

## Поширення
Вид поширений у Середземномор'ї і прилеглих районах Атлантики. Невелика популяція довгий час існувала в Чорному морі, у тому числі біля берегів України, Болгарії, Туреччини.

## Охорона
На більшій частині ареалу стан природних популяцій виду залишається загрозливим. Саме тому він, згідно Червоного списку МСОП, отримав охоронну категорію «вразливий вид». У ряді регіонів спостерігається тенденція до зниження чисельності популяції виду. Тому тюлень-монах занесений до Європейського Червоного списку (охоронна категорія: вид перебуває в критичному стані),  Червоної книги Чорного моря (охоронна категорія: вид перебуває в критичному стані), Боннської конвенції (Додаток І. Види, що перебувають під загрозою зникнення), Вашингтонської конвенції (Додаток І. Види, що перебувають під загрозою зникнення), Бернської конвенції (Додаток ІІ. Види фауни, що підлягають особливій охороні), а також до Директиви Європейського Союзу 92/43/ЄС «Про збереження природних оселищ та видів природної фауни і флори» (Додаток II. Види рослин і тварин, що становлять особливий інтерес для Європейського Союзу, збереження яких потребує створення територій особливої охорони. Додаток IV. Види рослин і тварин, що становлять особливий інтерес для Європейського Союзу, які потребують суворих заходів охорони).
В Україні до 1950-70х років зустрічався в Чорному морі біля берегів Кримського півострова (винищений задля шкури, товщу, м'яса). Скорочення ареалу сталося за рахунок північночорноморського його сегменту.
Занесений до всіх видань Червоної книги України (1980, 1994, 2009, 2021) (охоронна категорія: зникаючий вид).